# Prigionieri della città deserta
Prigionieri della città deserta (Split Second) è un film del 1953 diretto da Dick Powell.

## Trama
Due galeotti, Sam Hurley e Bart Moore, riescono ad evadere ma, nella fuga, Moore resta gravemente ferito.
Una volta fuori, si incontrano con un complice di nome Dummy e si nascondono in una città fantasma. Durante la fuga prendono alcuni ostaggi: Kay Garven e il suo amante Arthur Ashton, il giornalista Larry Fleming, la ballerina Dottie Vale, e l'unico residente della città, Asa Tremaine.
Larry cerca di mettere in guardia il gruppo, rivelando che il giorno successivo è in programma un test nucleare nella zona. A questa notizia Arthur viene preso dal panico e Sam non esita ad ucciderlo. Nel frattempo Sam scopre che Neal Garven, il marito di Kay, è un medico. Decide quindi di telefonargli, minacciando di uccidere la moglie se si rifiuta di incontrarli. Neal, ancora innamorato, decide di presentarsi. Dopo aver operato con successo Bart, avverte Sam che muovere il suo amico troppo presto lo ucciderebbe. Sam decide quindi di aspettare il più a lungo possibile prima di partire, per dare a Bart tempo di recuperare.
Quando manca poco all'esplosione della bomba, la banda si prepara a partire con l'unica auto ancora funzionante; l'egoista Kay entra nell'auto dei banditi, abbandonando il resto del gruppo. Rimasti soli, Asa conduce Neal, Larry e Dottie al sicuro, in una miniera abbandonata. La bomba atomica esplode, distruggendo l'auto su cui viaggiavano i banditi e Kay, uccidendoli. Dopo la detonazione, i quattro che avevano trovato rifugio nella miniera riemergono, sani e salvi.

## Produzione

### Riprese
Il film venne girato all'Encino Ranch, a Encino (Los Angeles).

## Distribuzione
Il film fu distribuito dalla RKO e uscì nelle sale il 2 maggio 1953.

### Date di uscita
IMDb
- USA	2 maggio 1953
- Francia	9 ottobre 1953
- Germania Ovest	25 novembre 1953
- Danimarca	10 gennaio 1955
- Austria	aprile 1955

Alias:
- Split Second	USA (titolo originale)
- Atomexplosion in Nevada	Austria
- Den lange nat	Danimarca
- El último minuto	Cile
- El instante decisivo	Spagna (titolo TV)
- Explosion in Nevada	Germania Ovest
- L'ultime seconde	Belgio (titolo Francese)
- Même les assassins tremblent	Francia
- Prigionieri della città deserta	Italia
- Ypo to nefos tis ekrixeos	Grecia